# 엘 차풀린 콜로라도
《엘 차풀린 콜로라도》(스페인어: El Chapulín Colorado)는 멕시코의 시트콤이다.